# Jean-Baptiste Darnet
Jean-Baptiste Darnet né à Lanouaille (Dordogne) le 9 juillet 1722 et mort le 14 janvier 1781 à Saint-Yrieix-la-Perche (Haute-Vienne), est un chirurgien militaire à l'origine de la découverte de gisements de kaolin à Saint-Yrieix, minerai qui a donné naissance à la porcelaine de Limoges. Il porte également les titres de chevalier de l'Ordre du Christ, chirurgien du roi de France, officier royal de l'Hôtel des Invalides et inspecteur des porcelaines de France.

## Biographie

### Vie de famille
Jean-Baptiste Darnet est le fils de Louis Darnet, marchand. Il est issu d'une famille de plusieurs médecins. À son retour de campagne militaire, il s'installe en Limousin, à Saint-Yrieix et se marie une première fois le 16 janvier 1748 avec Isabeau Mouniounnaud. Il perd son épouse le 2 mars 1777 et se remarie l'année suivante, le 27 avril 1778 avec Françoise Noël de la Tour. De cette seconde union née son unique enfant, sa fille Jeanne le 23 mai 1780 et décède à Limoges en 1852.

### Découverte du kaolin
Il commence sa carrière en 1740 en tant que chirurgien des gardes du corps du prince de Conti. Il participe à la guerre de succession d'Autriche et séjourne en Allemagne où l'on suppose qu'il a l'occasion de voir pour la première fois des carrières de gisements de kaolin ou des échantillons dans la porcelaine de Saxe. Durant cette campagne, il rencontre l'apothicaire bordelais Marc-Hilaire Villaris, avec lequel il entretient une relation amicale.
Lors de ses lessives quotidiennes, sa femme lui signale la présence d'un terre blanchâtre dans la rivière. Curieux, il part observer de près ce fameux dépôt de minerai. Pour l'aider à comprendre cette argile blanche, il cherche à prendre attache auprès de l'inspecteur des manufactures de la Généralité, M. de Lépine, subdélégué de l'Intendance. Jean-Baptiste Darnet fait même venir l'académicien et inspecteur général des manufactures du Limousin, Desmarets, à Saint-Yrieix afin qu'il identifie cette découverte. Il prélève des échantillons et tente plusieurs manipulations. Finalement, il se tourne vers son ancien compagnon d'armes Villaris pour lui faire part de ses recherches et avoir confirmation de sa découverte.

### La trahison de Villaris
À cette période, Louis XV enjoint les autorités à rechercher du kaolin partout dans le royaume, offrant une prime à ceux qui en découvrent. Villaris, au fait de cette récompense, tente alors de s'approprier la découverte de Darnet, bien qu'en 1769, l'État qui fait l'acquisition du gisement de Clos-de-Barre, charge Jean-Baptiste de veiller sur l'exploitation en échange de 600 livres. En parallèle, Marc-Hilaire Villaris remet un échantillon de cette terre à l’évêque de Bordeaux, qui en février 1767, convoque Pierre-Joseph Macquer pour lui remettre. Après plusieurs tests - plus de 1.000 - Macquer réussit à composer une pâte dure. Il façonne une sculpture, la met au four et obtient la plus belle porcelaine possible qu’il conserve dans son laboratoire. Villaris s’empresse de mettre en avant sa découverte et empoche une importante prime. Malgré le soutien de Macquer, Jean-Baptiste Darnet n'obtiendra pas d'autres reconnaissances de son vivant.

### Polémique
En 1878, une polémique éclate : la Société archéologique et historique du Limousin publie la correspondance entre les acteurs liés à la découverte du kaolin à Saint-Yrieix en 1767 ou 1768. Antoine d’Albis, chimiste et ancien chef de laboratoire de la manufacture de Sèvres commente l'affaire en soulignant que Darnet « [...] lui confie son secret et lui demande conseil. On ne sait pas trop ce qui s’est passé. Mais Villaris abuse de la crédulité ou de l’ignorance de Darnet et lui recommande de ne parler à personne de sa découverte » et « [...] s’ensuivit une querelle d’experts pour savoir qui de Darnet ou de Villaris a découvert le kaolin ». L'incertitude sur la date et la lutte pour la primauté de la découverte font polémique. La publication soulève une vague d'indignation chez les intellectuels locaux.

## Postérité
Aujourd'hui, le nom de Jean-Baptiste Darnet est porté par plusieurs collèges et lycées de Haute-Vienne.